# Landelijke fietsroute 15
De Boerenlandroute of LF15 was een LF-route in Nederland tussen Alkmaar en Enschede, een route van ongeveer 260 kilometer.
Het fietspad liep door het noorden van Noord-Holland, de agrarische provincie Flevoland en het platteland van Overijssel. 
Begin 2020 zijn de routebordjes verwijderd en daarmee is de route opgeheven.